# Jängänsaari (ö i Norra Savolax)
Jängänsaari är en ö i Finland. Den ligger i sjön Särkijärvi och i kommunen Leppävirta i den ekonomiska regionen  Varkaus ekonomiska region  och landskapet Norra Savolax, i den centrala delen av landet, 300 km nordost om huvudstaden Helsingfors. Öns area är 24,1 hektar och dess största längd är 1 kilometer i sydöst-nordvästlig riktning.